# Pseudonerdanus sawaii
Pseudonerdanus sawaii là một loài bọ cánh cứng trong họ Oedemeridae. Loài này được Akiyama miêu tả khoa học năm 2001.